# Smeducci

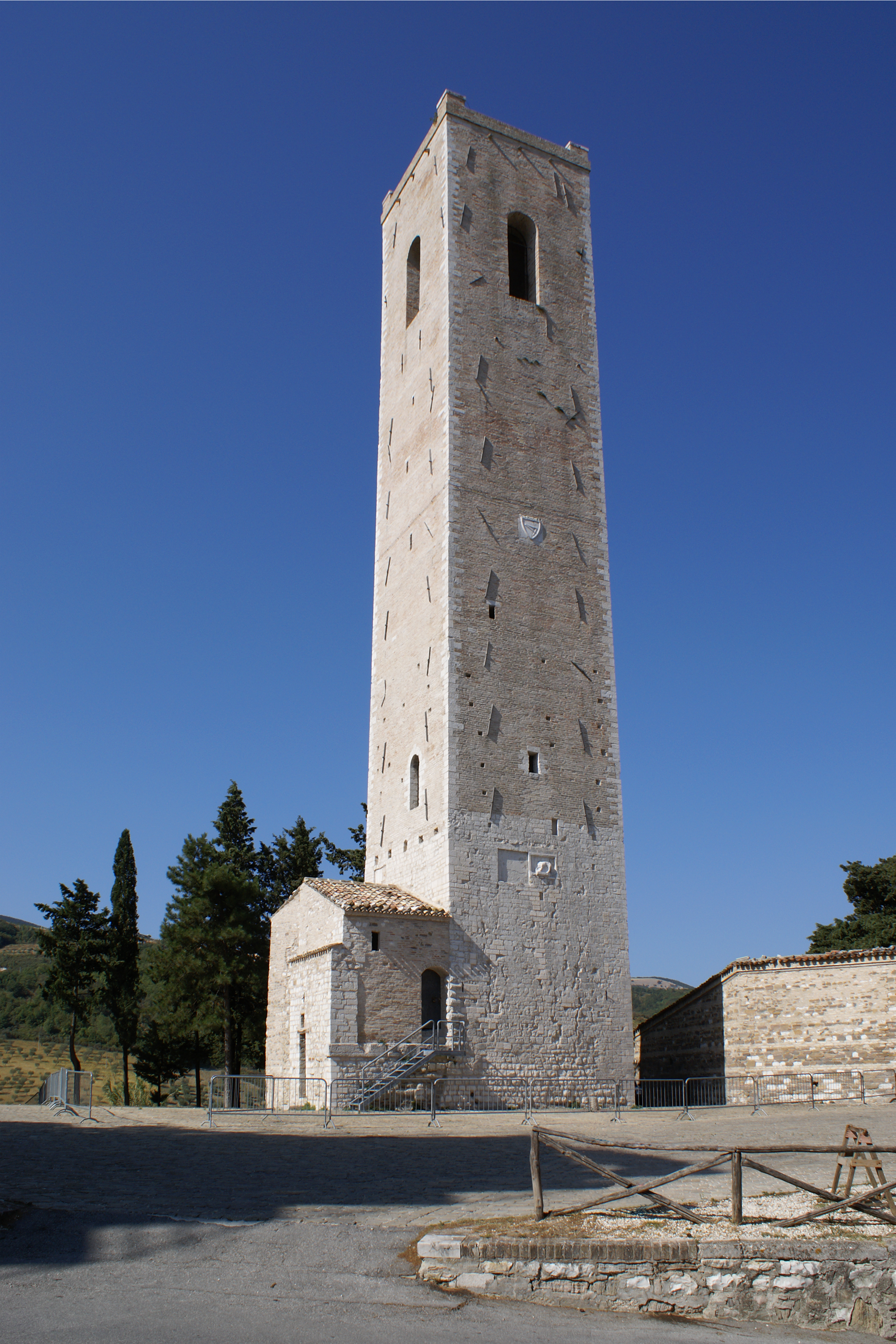
San Severino Marche, torre degli Smeducci

Smeducci, nobile famiglia marchigiana di parte guelfa, che ebbe come progenitore Rinaldo Smeducci, figlio del conte Rodolfo, vissuto nel XIII secolo. Furono signori di Sanseverino fino agli inizi del XV secolo e annoverarono numerosi uomini d'arme. Il ramo di Cingoli fu detto Smeducci Cima Della Scala. Motto della famiglia: Quod differtur non aufertur.

## Esponenti illustri
- Nuccio Smeducci (XIII secolo), uomo d'armi, fu il padre si Smeduccio
- Smeduccio I Smeducci (?-24 maggio 1372), signore di Sanseverino e uomo d'armi al servizio dello Stato Pontificio, fu l'esponente principale della famiglia[3]
- Bartolomeo Smeducci (?-1399), figlio di Smeduccio, fu uomo d'armi e capostipite del ramo di Cingoli (detto Cima della Scala), estinto nel 1668
- Nicola Smeducci (?-1375 circa), figlio di Smeduccio, politico e uomo d'armi
- Roberto Smeducci, figlio di Nicola, condottiero
- Onofrio Smeducci (?-1413), figlio di Nicola, condottiero
- Antonio Smeducci (?-1430), figlio di Onofrio, condottiero
- Onofrio Smeducci (1406-1450), figlio di Antonio, vescovo di Melfi nel 1437
- Smeduccio II Smeducci (1406-1474), figlio di Antonio, condottiero
- Masio Smeducci (?-1547), uomo d'armi
- Giuseppe Smeducci Cima della Scala (1781-1856), generale

## Arma
Smeducci: D'argento, alla scala di cinque pioli di rosso, posta in banda. Gli Smeducci della Scala modificarono così: Di rosso, alla scala di cinque pioli d'oro, posta in banda, costeggiata da due palme di verde, poste pure in banda.